# Xiomara grilloi
Xiomara grilloi är en stekelart som beskrevs av Ian D. Gauld 1997. Xiomara grilloi ingår i släktet Xiomara och familjen brokparasitsteklar. Inga underarter finns listade i Catalogue of Life.